# بلدة ثيتفورد (ميشيغان)
ثيتفورد (بالإنجليزية: Thetford Township, Michigan)‏ هي بلدة تقع في مقاطعة جينيسي (ميشيغان) بولاية ميشيغان في الولايات المتحدة. تأسست عام 1836، تبلغ مساحتها 90 (كم²)، وترتفع عن سطح البحر 238 م، بلغ عدد سكانها 8277 نسمة في عام 2000 حسب إحصاء مكتب تعداد الولايات المتحدة وتصل الكثافة السكانية فيها 92.2 نسمة/كم2.

## وصلات خارجية
- The US50 - Cities and Towns in Michigan State
- Michigan Cities and Towns, Facts, Map, Flag, Colleges, Government, and More